# Vector de Poynting
El vector de Poynting (S) és el producte vectorial del camp elèctric i el camp magnètic, batejat a partir del seu creador, John Henry Poynting. Oliver Heaviside també deduí aquesta quantitat de forma independent. Per la seva pròpia definició i les propietats del producte vectorial, el vector de Poynting sempre és perpendicular al camp magnètic i al camp elèctric. En el cas d'una ona electromagnètica apunta en la direcció de propagació i el seu valor representa la potència per unitat d'àrea perpendicular a la seva direcció. En aquest sentit es pot pensar com el flux d'energia d'una ona electromagnètica. Es pot derivar considerant la conservació de l'energia i el fet que el camp magnètic no pot realitzar treball. Matemàticament s'expressa:
{\displaystyle {\vec {S}}={\vec {E}}\times {\vec {H}}={\frac {1}{\mu }}{\vec {E}}\times {\vec {B}}}
on E és el camp elèctric, H i B són el camp magnètic i la densitat de flux magnètic respectivament, i μ és la permeabilitat del medi. Les seves unitats són W/m². Per a una ona electromagnètica en l'espai lliure μ és μ0 i la magnitud del vector de Poynting està relacionada amb la densitat d'energia de l'ona:
{\displaystyle |{\vec {S}}|={\frac {c}{2}}\left({\frac {1}{2}}{\vec {E}}{\vec {D}}+{\frac {1}{2}}{\vec {B}}{\vec {H}}\right)}
on D és el desplaçament elèctric. Per altra banda, com els camps elèctric i magnètic d'una ona electromagnètica oscil·len, la magnitud del vector de Poynting canvia en el temps. La mitjana d'aquesta magnitud al llarg d'un temps llarg T (llarg comprat amb el període de l'ona) s'anomena irradiancia (Ee):
{\displaystyle E_{e}=|\left\langle S\right\rangle _{T}|}.
Per a un camp electromagnètic periòdic, la mitjana temporal es defineix com
{\displaystyle |\left\langle S\right\rangle |={\frac {1}{T}}\int _{0}^{T}S(t)dt}
on {\displaystyle T} és el període.